# Fleetwood Mac (альбом, 1968)
Fleetwood Mac (также известен под названием Peter Green’s Fleetwood Mac) — одноимённый дебютный студийный альбом группы Fleetwood Mac, выпущенный в феврале 1968 года, на лейбле Blue Horizon Records. В альбом вошли как кавер-версии на стандартные блюзовые номера, так и песни, написанные Питером Грином и Джереми Спенсером, которые также делили поровну вокальные партии при записи диска.
Альбом имел определённый успех в Великобритании; пластинка смогла добраться до 4-го места в чартах и оставалась там в течение 37 недель, несмотря на отсутствие у альбома каких-либо хит-синглов. В США альбому с трудом удалось попасть в местные чарты и он там сумел занять только лишь 198-е место.
Позднее расширенная версия альбома была включена в бокс-сет группы, The Complete Blue Horizon Sessions 1967–1969.

## Список композиций
| №  | Название                      | Автор(ы)        | Длительность |
| -- | ----------------------------- | --------------- | ------------ |
| 1. | «My Heart Beat Like a Hammer» | Джереми Спенсер | 2:55         |
| 2. | «Merry Go Round»              | Питер Грин      | 4:05         |
| 3. | «Long Grey Mare»              | Грин            | 2:15         |
| 4. | «Hellhound on My Trail»       | Роберт Джонсон  | 2:00         |
| 5. | «Shake Your Moneymaker»       | Элмор Джеймс    | 2:55         |
| 6. | «Looking for Somebody»        | Грин            | 2:50         |

| №  | Название                    | Автор(ы)               | Длительность |
| -- | --------------------------- | ---------------------- | ------------ |
| 1. | «No Place to Go»            | Честер Бёрнетт         | 3:20         |
| 2. | «My Baby's Good to Me»      | Спенсер                | 2:50         |
| 3. | «I Loved Another Woman»     | Грин                   | 2:55         |
| 4. | «Cold Black Night»          | Спенсер                | 3:15         |
| 5. | «The World Keep on Turning» | Грин                   | 2:30         |
| 6. | «Got to Move»               | Джеймс, Маршалл Сехорн | 3:20         |

### Переиздание 1999 года
| №   | Название                                                                                                | Автор(ы)       | Длительность |
| --- | --- | -------------- | ------------ |
| 1.  | «My Heart Beat Like a Hammer» (Take 2 – master version with studio talk*)                               | Спенсер        | 3:31         |
| 2.  | «Merry Go Round» (Take 2 – master version with studio talk/remix*)                                      | Грин           | 4:19         |
| 3.  | «Long Grey Mare»                                                                                        | Грин           | 2:12         |
| 4.  | «Hellhound on My Trail» (Take 1 – complete master version/remix*)                                       | Джонсон        | 2:04         |
| 5.  | «Shake Your Moneymaker» (Master version with studio talk*)                                              | Джеймс         | 3:11         |
| 6.  | «Looking for Somebody»                                                                                  | Грин           | 2:49         |
| 7.  | «No Place to Go»                                                                                        | Бёрнетт        | 3:20         |
| 8.  | «My Baby's Good to Me»                                                                                  | Спенсер        | 2:49         |
| 9.  | «I Loved Another Woman»                                                                                 | Грин           | 2:54         |
| 10. | «Cold Black Night»                                                                                      | Спенсер        | 3:15         |
| 11. | «The World Keep on Turning»                                                                             | Грин           | 2:27         |
| 12. | «Got to Move»                                                                                           | Джеймс, Сехорн | 3:18         |
| 13. | «My Heart Beat Like a Hammer» (Take 1*)                                                                 | Спенсер        | 3:18         |
| 14. | «Merry Go Round» (Take 1 – incomplete*)                                                                 | Грин           | 0:54         |
| 15. | «I Loved Another Woman» (Take 1 – incomplete*, take 2*, take 3 – false start* and take 4 – incomplete*) | Грин           | 6:08         |
| 16. | «I Loved Another Woman» (Take 5 – complete master version/remix* and take 6 – incomplete*)              | Грин           | 5:08         |
| 17. | «Cold Black Night» (Takes 1–5 with false starts, take 6 – complete master version/remix*)               | Спенсер        | 5:28         |
| 18. | «You're So Evil» (*)                                                                                    | Спенсер        | 3:05         |
| 19. | «I'm Coming Home to Stay» (*)                                                                           | Спенсер        | 2:27         |

* Бонус-трек

## Участники записи
- Питер Грин — вокал, гитара, губная гармоника
- Джереми Спенсер[англ.] — вокал, слайд-гитара, фортепиано
- Джон МакВи[англ.] — бас-гитара за исключением трека «Long Grey Mare»
- Боб Браннинг[англ.] — бас-гитара в треке «Long Grey Mare»
- Мик Флитвуд — ударные